# Guilty Conscience 2
«Guilty Conscience 2» — песня американского рэпера Эминема из его двенадцатого студийного альбома «The Death of Slim Shady (Coup de Grâce)», выпущенная в 12 июля 2024. Продолжение его совместной с Dr. Dre песни «Guilty Conscience», с его альбома «The Slim Shady LP» 1999 года.

## Описание
Как и в оригинальной песне «Guilty Conscience», в ней повествуется о двух персонажах, пытающихся взять под контроль совесть Эминема: самом Эминеме и его альтер-эго Слим Шейди. Под инструментальную часть с угрюмым басом и фортепиано Эминем читает слегка искажённым голосом, изображая Шейди, и своим обычным голосом от лица Эминема. Идея песни также отсылает к его песне «My Darling» из альбома «Relapse», в которой Эминем также сражается с Шейди за свою душу. Эминем изображён как человек, разрываемый противоречиями, из-за которых и появился Слим Шейди. Эминем пытается противостоять Шейди из-за его разрушительного влияния на его карьеру и творчество, хотя и признаёт, что это позволило ему стать богатым и знаменитым. Он ругает Шейди за то, что тот лицемерно изображает себя подвергающимся жестокому обращению, опускаясь до уровня своих обидчиков и постоянно «унижает» других, считая такое поведение «не крутым». Эминем также называет Шейди «умственно 13-летним» и «жаждущим каких-то противоречий», сравнивая его неловкие выходки со случайной смертью актёра Дэвида Кэррадайна от аутоэротической асфиксии. Шейди утверждает, что они «команда» и оправдывает свои действия, тем что в некотором роде они принесли пользу карьере Эминема.
После долгих споров голоса Эминема и Слим Шейди объединяются в один, но первый в конечном итоге берёт верх. Конфликт достигает кульминации, когда Эминем стреляет и убивает Шейди. Позже выясняется, что их битва произошла во сне, поскольку Эминем просыпается под тихую фоновую музыку своей песни «When I’m Gone» (в которой он также убивает Шейди). Затем он звонит своему менеджеру Полу Розенбергу и рассказывает о кошмаре.

## Критика
Песня получила в целом положительные отзывы. В обзоре Sputnikmusic на альбом «The Death of Slim Shady (Coup de Grâce)» Саймон К. посчитал его одним из треков, которые «приземлили пластинку там, где это было необходимо, сведя её к жёсткой хип-хоповой простоте». Рен Грейвз из Consequence написал, что песня «заставляет его вступить в войну с самим собой, что приводит к неоднозначным, хотя и поучительным результатам». Сай Шеклфорд из RapReviews расценил этот трек как «идеальную звуковую среду, в которой Эминем мог бы по-настоящему высмеять себя». Алексис Петридис из The Guardian прокомментировал, что песня «постепенно и эффективно нагнетает чувство напряжения». Джордан Бассетт из NME отметил: «Провокация усиливается приёмом, который позволяет Эминему неоднократно отчитывать Слима», как доктор Франкенштейн борется со своим созданием. Временами это эффективная динамика, какими бы отвратительными вы ни находили шутки в «Guilty Conscience 2» (шутка о глухих людях ошеломляет своей жестокостью), они преподносятся в контексте потрясенного Эма, настаивающего на том, что сказанное Слимом неприемлемо». Питер А. Берри из Spin описал песню как «самоанализирующий трек в стиле «Я против Себя» с достойным исполнением». Габриэль Брас Неварес из HotNewHipHop написал, что «Эминем — или, скорее, Слим Шейди — так старается оскорбить, что это выглядит столь же перформативно, как и то, как он характеризует «отмену», против которой он выступает. Независимо от того, как сильно кто-либо пытается повторить, что «в этом-то и суть», это вызывает ещё большее противоречие между его типичным туалетным юмором и лингвистическим творчеством. Тем не менее, спасительная часть альбома, «Guilty Conscience 2», убедительно контекстуализирует эти аспекты».
У некоторых критиков были более смешанные чувства по поводу песни. Каран Сингх из HipHopDX заявил, что «ностальгия, вызванная» песней, «не сочетается» со стилем некоторых других треков альбома Мерлин Олдерслейд Louder написал о песне: «Это был бы захватывающий отрывок интроспективного рэпа, если бы не тот факт, что он звучит после почти 40 минут бесконечных разглагольствований Эминема о «воук-политике», «политкорректной полиции» и «культуре отмены», и всё это накладывается на то, что, по-видимому, является согласованной попыткой оскорбить как можно больше людей». Пол Аттард из Slant Magazine прокомментировал: «Недостатки Эминема как «серьёзного» мыслителя наиболее очевидны в «Guilty Conscience 2», который он также считал «чрезмерно театральным», но этот момент, кажется, сигнализирует о росте альбома. Альфонс Пьер из Pitchfork дал отрицательный отзыв, написав: «Два персонажа спорят, как пьяные участники реалити-шоу, морща носы и размахивая средним пальцем». Он описал текст песни, в котором упоминается Дэвид Кэррадайн, как «немедленно уничтожающий его собственную точку зрения» и «ненужное». Относительно сочетания двух голосов Пьер написал: «Вероятно, это должно быть моментом отпущения грехов, но больше похоже на признание вины».

## Чарты
| Чарт (1999)                             | Высш. позиция |
| --------------------------------------- | ------------- |
| ARIA Charts (Австралия)                 | 46            |
| Canadian Hot 100 (Канада)               | 31            |
| Billboard Global 200 (США)              | 51            |
| Recorded Music NZ (Новая Зеландия)      | 32            |
| AFP (Португалия)                        | 172           |
| UK R&B Chart — OCC (Великобритания)     | 14            |
| Billboard Hot 100 (США)                 | 45            |
| Hot R&B/Hip-Hop Songs — Billboard (США) | 16            |